# 坎博早熟禾
坎博早熟禾（学名：Poa kanboensis）为禾本科早熟禾属下的一个种。